# Comuna de Platerów
Platerów (polaco: Gmina Platerów) é uma gminy (comuna) na Polónia, na voivodia de Mazóvia e no condado de Łosicki. A sede do condado é a cidade de Platerów.
De acordo com os censos de 2004, a comuna tem 5171 habitantes, com uma densidade 40,1 hab/km².

## Área
Estende-se por uma área de 128,97 km², incluindo:
- área agricola: 70%
- área florestal: 23%

## Demografia
Dados de 30 de Junho 2004:
|                      | Total   | Total | Mulheres | Mulheres | Homens  | Homens |
| -------------------- | ------- | ----- | -------- | -------- | ------- | ------ |
|                      | pessoas | %     | pessoas  | %        | pessoas | %      |
| População            | 5171    | 100   | 2540     | 49,1     | 2631    | 50,9   |
| Densidade (pop./km²) | 40,1    | 100   | 19,7     | 19,7     | 20,4    | 20,4   |

De acordo com dados de 2002, o rendimento médio per capita ascendia a 1429,98 zł.

## Subdivisões
- Chłopków, Chłopków-Kolonia, Czuchów, Czuchów-Pieńki, Falatycze, Górki, Hruszew, Hruszniew, Hruszniew-Kolonia, Kamianka, Kisielew, Lipno, Mężenin, Mężenin-Kolonia, Michałów, Myszkowice, Nowodomki, Ostromęczyn, Ostromęczyn-Kolonia, Platerów, Puczyce, Rusków, Zaborze.

## Comunas vizinhas
- Drohiczyn, Korczew, Łosice, Przesmyki, Sarnaki, Siemiatycze, Stara Kornica